# 丁相基

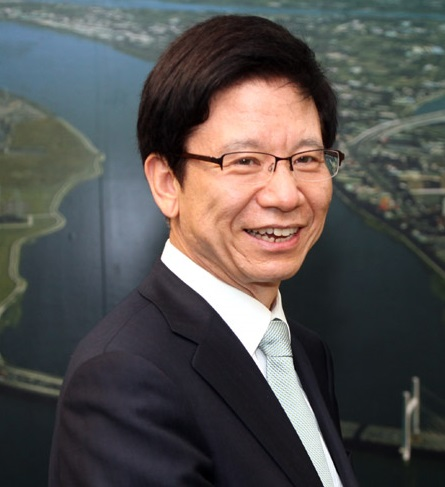
丁相基

丁相基（： Chung Sang-ki、1954年—），韓國外交官，生於全羅南道長興郡，國立外交院外交安保研究所中國研究中心所長，前駐台北代表部代表，歷任外交部本部大使、東北亞合作大使、教育部國立國際教育院長、駐舊金山總領事、外交部亞太局長及東北亞第2課長等職。就任駐台代表期間，曾與另外4位韓國駐外使領館館長（大使、總領事）獲頒「2012年最佳使節獎」（2012 베스트공관장 상）。

## 學歷
- 建國大學政治外交學士[2]

- 中國文化大學大陸研究所碩士[2]
- 建國大學政治外交博士[2]